# پوپولارها
پوپولارس (به لاتین: Populares) به معنای «دوستداران مردم»∗ و شکل مفرد آن پوپولاریس (به لاتین: Popularis) یک جناح سیاسی در اواخر جمهوری روم بودند که از منافع پلبی‌ها که عموم مردم روم بودند، دفاع می‌کردند.
پوپولارها به عنوان یک گروه سیاسی با اصلاحات برادران گراکوس (تیبریوس و گایوس گراکوس)∗ پدیدار شدند، برادرانی که در سال‌های ۱۳۳ تا ۱۲۱ق. م تریبون مردم بودند. هرچند گراکی‌ها خود به بالاترین آریستوکراسی رومی تعلق داشتند ــ آنان نوه‌های شیپیو آفریکانوس بودند ــ به مسائل توده‌های فقیر توجه نشان می‌دادند، آنانی که وضع اسفناک‌شان خطر انقلاب اجتماعی در روم را افزایش داده بود. آنان کوشیدند برنامهٔ اجتماعی گسترده‌ای اجرا کنند که شامل اعانه دولتی حبوبات∗، مستعمرات جدید، و بازتقسیم اراضی دولتی∗ با هدف بهتر کردن شرایط زندگی آنان می‌شد. آنان همچنین پیش نویس قوانینی برای اعطای شهروندی روم به متحدین ایتالیایی شان و اصلاح نظام قضایی برای مبارزه با فساد را تهیه کردند. به هر حال هر دو برادر توسط اپتیمات‌ها ــ جناح محافظه‌کار که نمایندهٔ علایق اشرافیت زمیندار بود و بر سنای روم تسلط داشت ــ ترور شدند. بسیاری از تریبون‌های مردم بعدها کوشیدند برنامه برادران گراکی را با استفاده از پله بیسیت∗ (همه‌پرسی) ــ با هدف دور زدن مخالفت سنا ــ تصویب کنند، امّا ساتورنینوس∗ و کلودیوس پولکر∗ هم به سرنوشت برادران گراکی دچار شدند. افزون بر این، بسیاری از دولتمردان اواخر جمهوری برای بالابردن محبوبیت خود در میان پلبی‌ها (توده‌ها) خود را پوپولارس نشان دادند، به ویژه ژولیوس سزار و اکتاویان (آگوستوس بعدی)، کسانی که بیشتر برنامه‌های پوپولار را در دوران زمامداری خود اجرا کردند.
عده‌ای از پوپولارها خود از پاتریسی‌ها ــ بالاترین آریستوکرات‌های رومی ــ بودند که از جمله آنان می‌توان آپیوس کلودیوس پولکر، لوسیوس کورنلیوس کینا، و ژولیوس سزار را نام برد. آنان با سیاستمدارانی از طبقات مادون جامعه ــ به ویژه مردان نوینی مانند گایوس ماریوس و گایوس نوربانوس∗ ــ ائتلاف کردند. در دوران دومین جنگ داخلی سولا پوپولارها با عنوان دموکرات‌ها یا ماریان‌ها (حامیان ماریوس) نیز خوانده می‌شدند.

## تاریخچه
اپتیمات‌هایی که در میان سناتورها بودند رهبری مخالفان و محافظه کاران سنا را برعهده داشتند. تریبون‌های مردم (نمایندگان پلبی‌ها) و شورای پلبی‌ها∗ در آن زمان بر سر اصلاحات برادران گراکی و نیز روابط قدرت میان نهادهای مردمی با سنا، در کشمکش با سنا بودند. این تریبون‌ها توسط دولتمردان پوپولاری همچون گایوس ماریوس و ژولیوس سزار حمایت می‌شدند. مبارزات آنان در برخی از جنگ‌های داخلی اواخر دوران جمهوری به چشم می‌خورد: اولین جنگ داخلی سولا (۸۷–۸۸ق. م)، دومین جنگ داخلی سولا (۸۱–۸۲ق. م)، جنگ سرتوریوسی∗ (۷۲–۸۳ق. م)، شورش امیلیو لپیدو (۷۷ق. م)، جنگ داخلی سزار (۴۵–۴۹ق. م)، جنگ داخلی پسا-سزار (۴۳–۴۴ق. م)، جنگ داخلی آزادی‌بخش‌ها∗ (۴۲–۴۴ق. م)، و شورش سیسیل (۳۶–۴۴ق. م).
پوپولارها چهار مرتبه به اوج قدرت و اقتدار خود رسیدند. اولین بار با برادران گراکوس بود، کسانی که پلبی‌ها را با موضوع اصلاحات ارضی خود و به چالش کشاندن تفوق سنا بسیج کردند (۱۳۳ق. م و ۱۲۲ق. م). دومین بار با گایوس ماریوس و پسرش گایوس ماریوس جوانتر بود، زمانی که ماریان‌ها (حامیان ماریوس یا همان پوپولارها) قدرت را فتح کردند و بر روم از ۸۷ق. م تا ۸۲ق. م مسلط شدند. آنان در دومین جنگ داخلی سولا (۸۳ق. م تا ۸۱ق. م) از لوکیوس کورنلیوس سولا (که اپتیمات بود) شکست خوردند. سومین مرتبه زمانی بود که ژولیوس سزار در ۵۹ق. م با حمایت پومپئو و کراسو به منصب کنسولی برگزیده شد، کسانی که ائتلافی غیررسمی با سزار تشکیل دادند که تاریخ نگاران از آن با عنوان تریوم‌ویرات اول∗(۶۰ق. م تا ۵۳ق. م) یاد می‌کنند. اولین تریوم‌ویرات به هر سه مرد متصرفات مخصوص به خودشان را اعطا کرد، برای همین روم به بخش‌هایی مساوی تحت نظارت آنان تقسیم شد و برای همین هیچ‌یک از آنان نمی‌توانست بر دیگری حکومت کند. سزار قصد داشت یک لایحه زراعتی برای اصلاحات ارضی را از تصویب بگذراند، لایحه ای که از زمان تیبریوس سمپرونیوس گراکوس در ۱۳۳ق. م تصویب نشده بود چرا که تمامی تلاش‌های بعدی برای قانون زراعتی با مخالفت و سنگ اندازی‌های اپتیمات‌ها روبرو می‌شد. تنش‌های میان اپتیمات‌ها و پوپولارها با توطئه کاتیلینا (۶۳ق. م) علیه کنسولی سیسرون (یک اپتیمات) افزایش یافت؛ متعاقب برملا شدن توطئه، سیسرون از سوی سنا با یک فرمان نهایی سنا (senatus consultum ultimum)∗ پشتیبانی شد، و برخی از توطئه کنندگان را بدون برگزاری دادگاه اعدام کرد. تظاهراتی علیه این اعدام‌های خودسرانه و قدرت سنا رخ دادند.
دو تلاش برای مقابله با تفوق سنا انجام گرفتند که ناموفق بودند امّا به شهرت رسیدند. اینان کوینتوس کایکیلیوس متلوس نپوس∗، یک تریبون مردم، و ژولیوس سزار، که در آن زمان منصب پرایتوری داشت، بودند. این امر محبوبیت سزار را افزایش داد و کمکی بود برای پایه‌ریزی تریوم‌ویرات اول در سه سال بعد توسط خودش. چهارمین مرتبه هم با جنگ داخلی سزار بود، زمانی که سزار از ۴۹ق. م تا زمانی که در ۴۴ق. م ترور شد، قدرت را در دست داشت. سزار برای حکومت خود متکی به پشتیبانی توده‌ها بود.

## یادداشت
^ . favoring the people
^ . Tiberius Sempronius Gracchus & Gaius Sempronius Gracchus
^ . grain dole
^ . Ager publicus
^ . plebiscites
^ . Lucius Saturninus
^ . Publius Clodius Pulcher
^ . Gaius Norbanus
^ . Plebeian Council
^ . Sertorian war
^ . Liberators' civil war
^ . به انگلیسی: first Triumvirate، به ایتالیایی: Primo triumvirato
^ . به انگلیسی: final decree of the senate، به معنای اتمام حجت سنا
^ . Quintus Caecilius Metellus Nepos